# Thestor holmesi
Thestor holmesi is een vlinder uit de familie van de Lycaenidae. De wetenschappelijke naam van de soort is voor het eerst geldig gepubliceerd in 1951 door Van Son.